# Mahasti
Eftekhar Dadehbala (Perzisch: افتخار دده‌بال - Teheran, 16 november 1946–Santa Rosa, 25 juni 2007), beter bekend onder haar artiestennaam Mahasti (Perzisch: مهستی), was een Iraans zangeres van Perzische klassieke, folk- en popmuziek met een mezzosopraan vocaal bereik. Ze was meer dan vier decennia actief.
- International Standard Name Identifier: 0000 0000 4679 2681
- Library of Congress Control Number: no2007123950
- MusicBrainz: e0668079-2dea-4449-8d6c-5158567de8e0
- Virtual International Authority File: 51479134
- WorldCat: E39PBJpPDKTkckFXdRKgC9Vgrq